# Miloslav Franc
Miloslav Franc (1. října 1899 Hodkov – 10. listopadu 1951 Věznice Pankrác) byl český inženýr odsouzený v politickém procesu komunistickým režimem k trestu smrti a popravený v roce 1951.

## Život
Pracoval na ministerstvu pošt. V politickém procesu byl v červnu 1951 na základě zcela smyšlených obvinění odsouzen za trestné činy velezrady a vyzvědačství k trestu smrti v procesu namířeném proti inženýrům, kteří byli ochotni spolupracovat ve vývoji nových telekomunikačních sítí se západními zeměmi. Popraven byl v listopadu 1951 spolu se svými kolegy Jaroslavem Peškem a Alfrédem Plockem.
V roce 1965 byla urna s jeho ostatky tajně pohřbena do společného hrobu na Motolském hřbitově. Zde bylo 20. května 2000 slavnostně otevřeno a vysvěceno Čestné pohřebiště politických vězňů. Jméno Miloslava France je uvedeno na jedné (umístěné vlevo) ze dvou šedých mramorových desek instalovaných v roce 2012.
Na Čestném pohřebišti III. odboje na Ďáblickém hřbitově se nachází jeho symbolický hrob. Tamní symbolické náhrobky odkazují na zemřelé politické vězně bez ohledu na jejich skutečné místo pohřbení.
Rehabilitován byl v roce 1968.

## Připomínka
- Jeho jméno je uvedeno na Pomníku Miladě Horákové a Obětem komunismu v Praze 4 - Nuslích na Náměstí Hrdinů, u stanice metra Pražského povstání, před Vrchním soudem v Praze a Vrchním státním zastupitelstvím v Praze.[14]

## Galerie

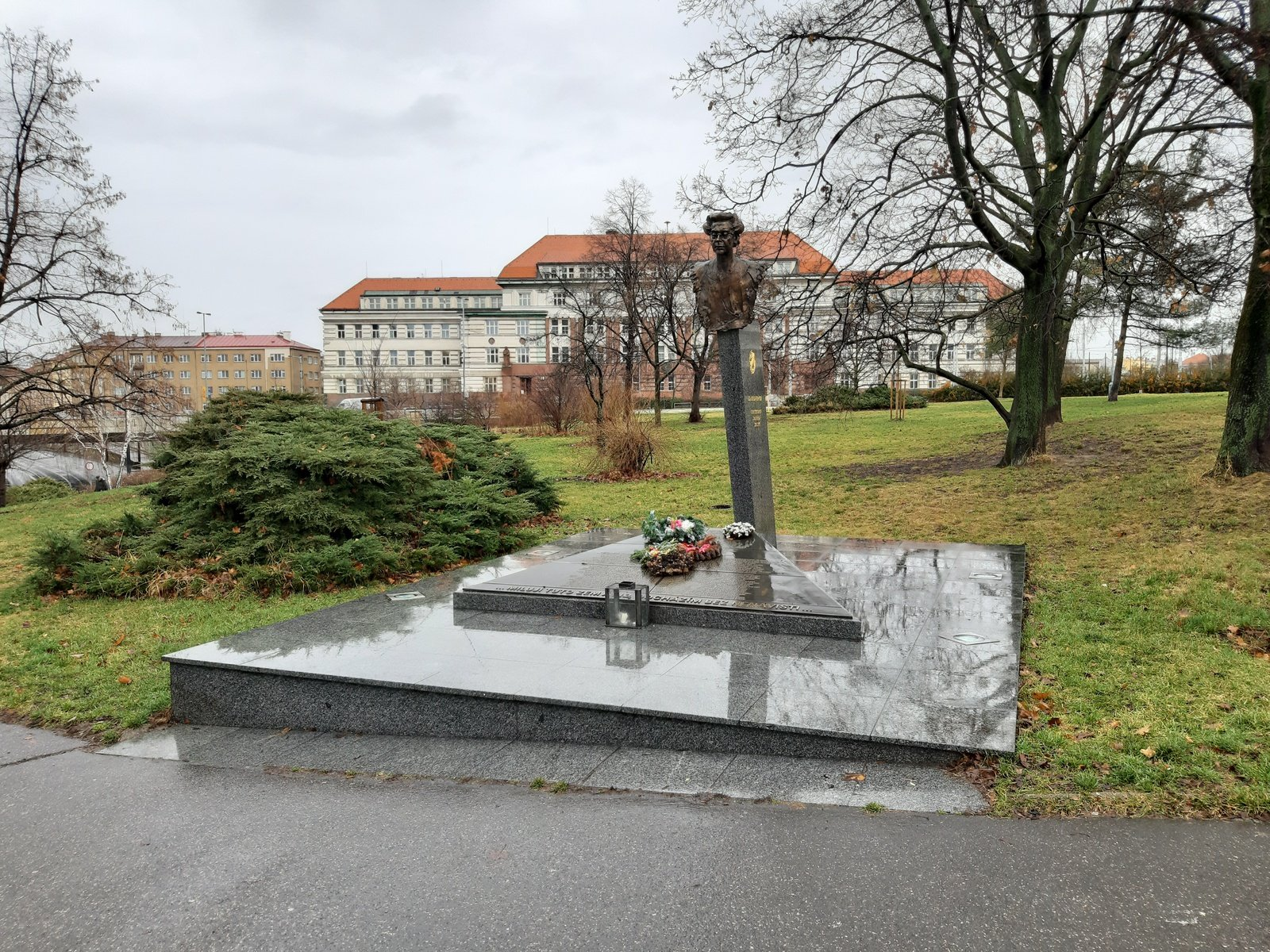
Pomník na náměstí Hrdinů v Praze 4 - Nuslích
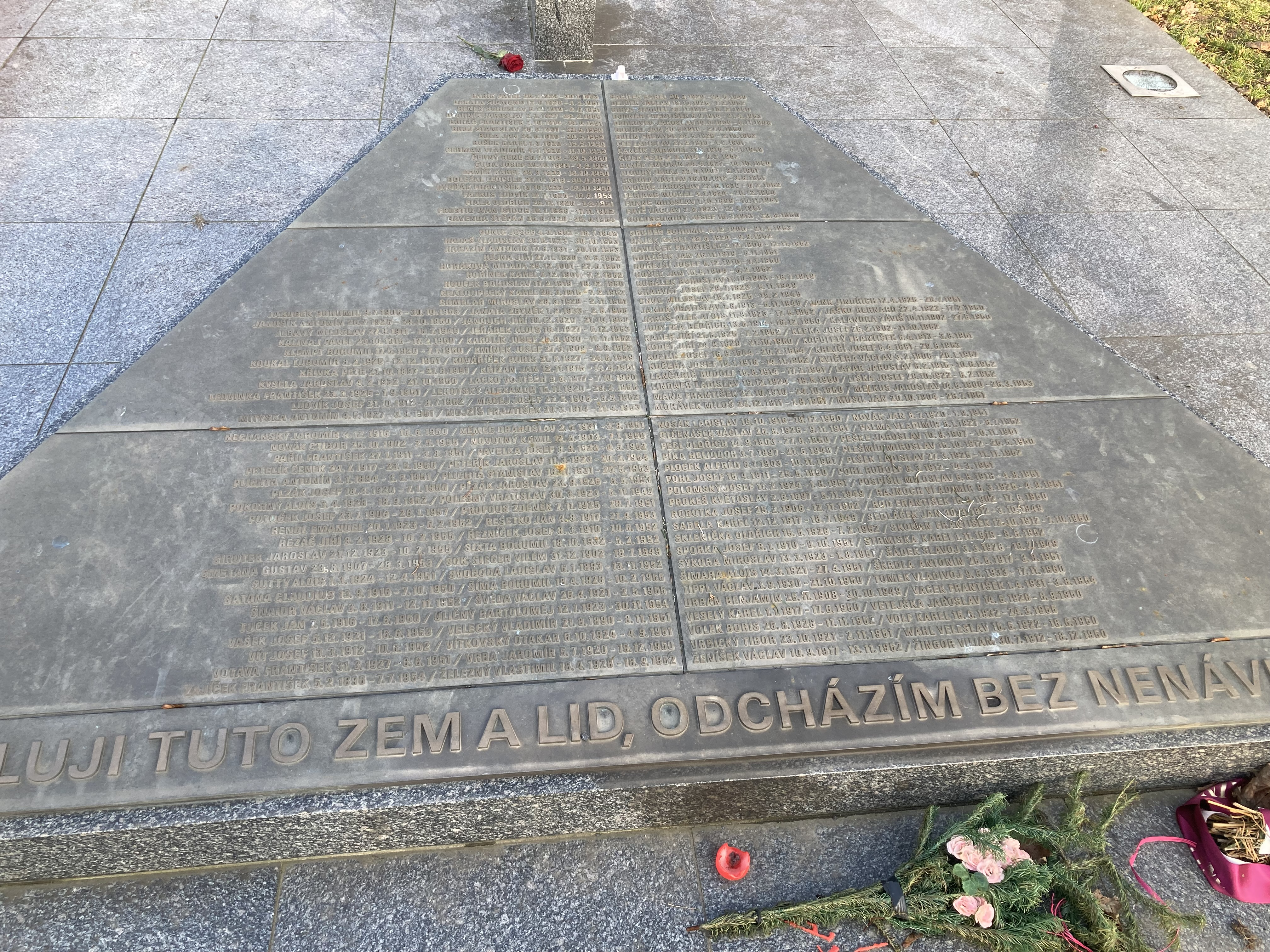
Seznam obětí komunismu se jménem M. France na pomníku na náměstí Hrdinů v Praze 4 - Nuslích
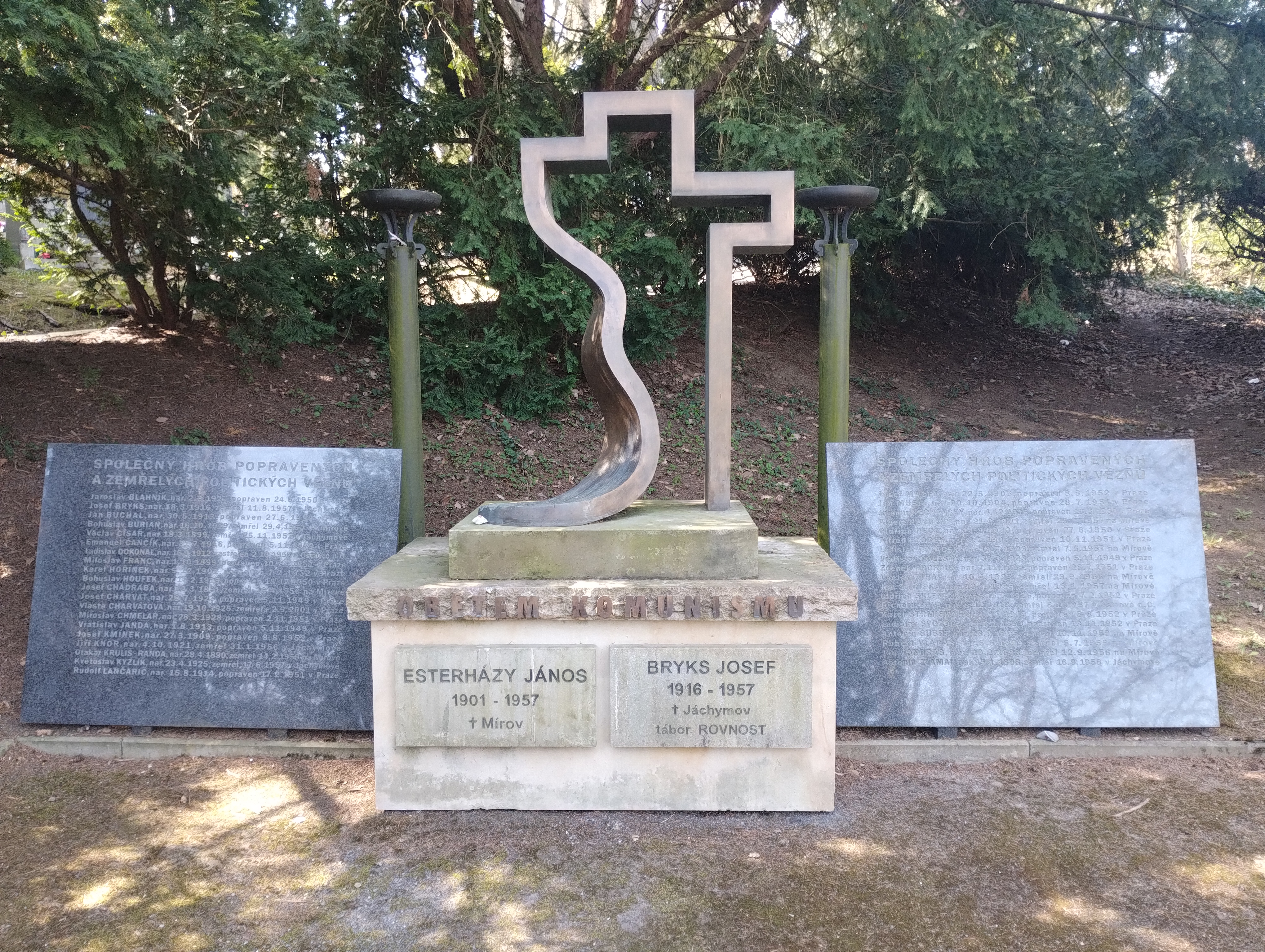
Památník na Čestném pohřebišti politických vězňů, Motolský hřbitov
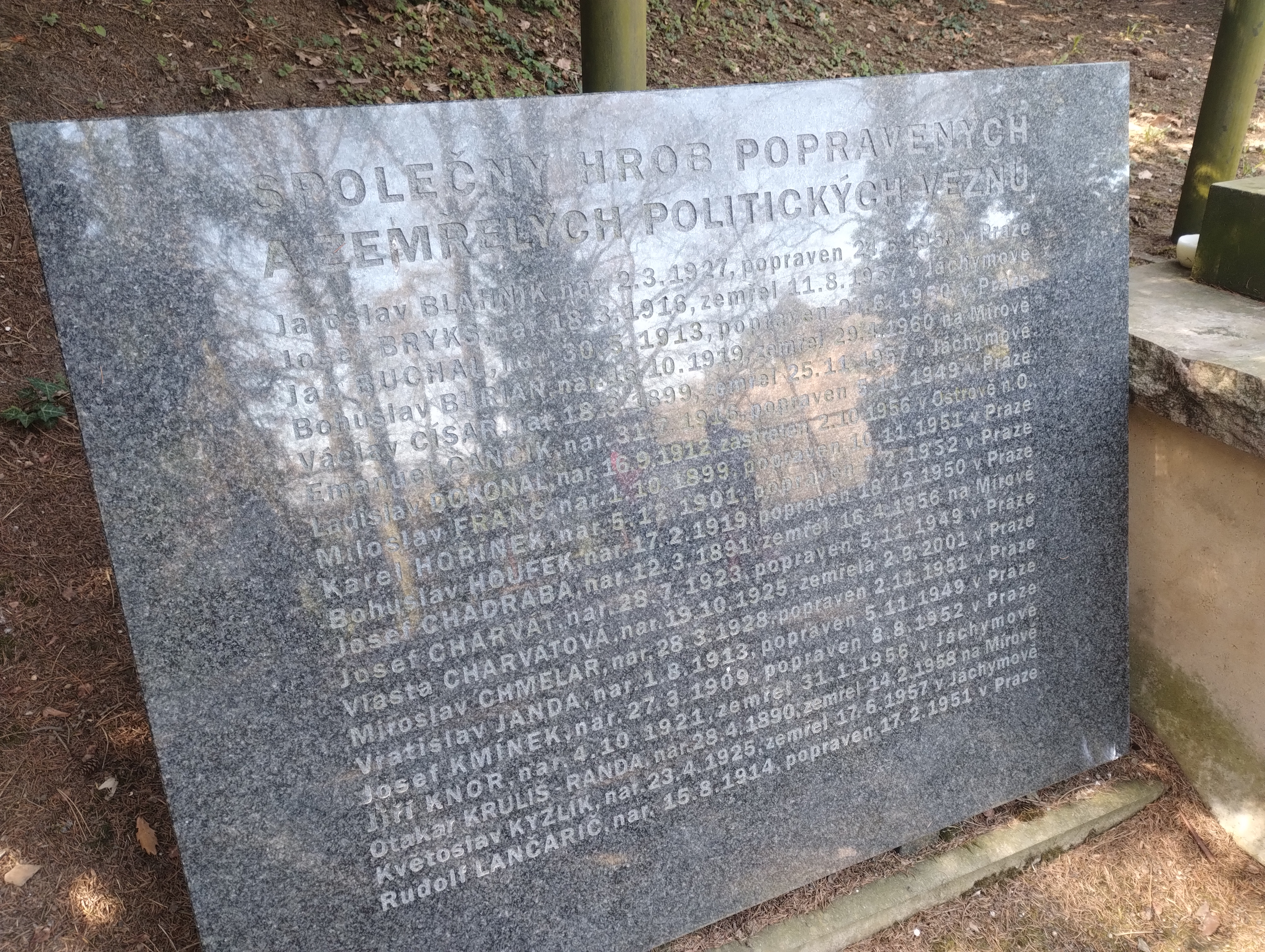
Památník na Čestném pohřebišti politických vězňů, deska vlevo se jménem M. France, Motolský hřbitov
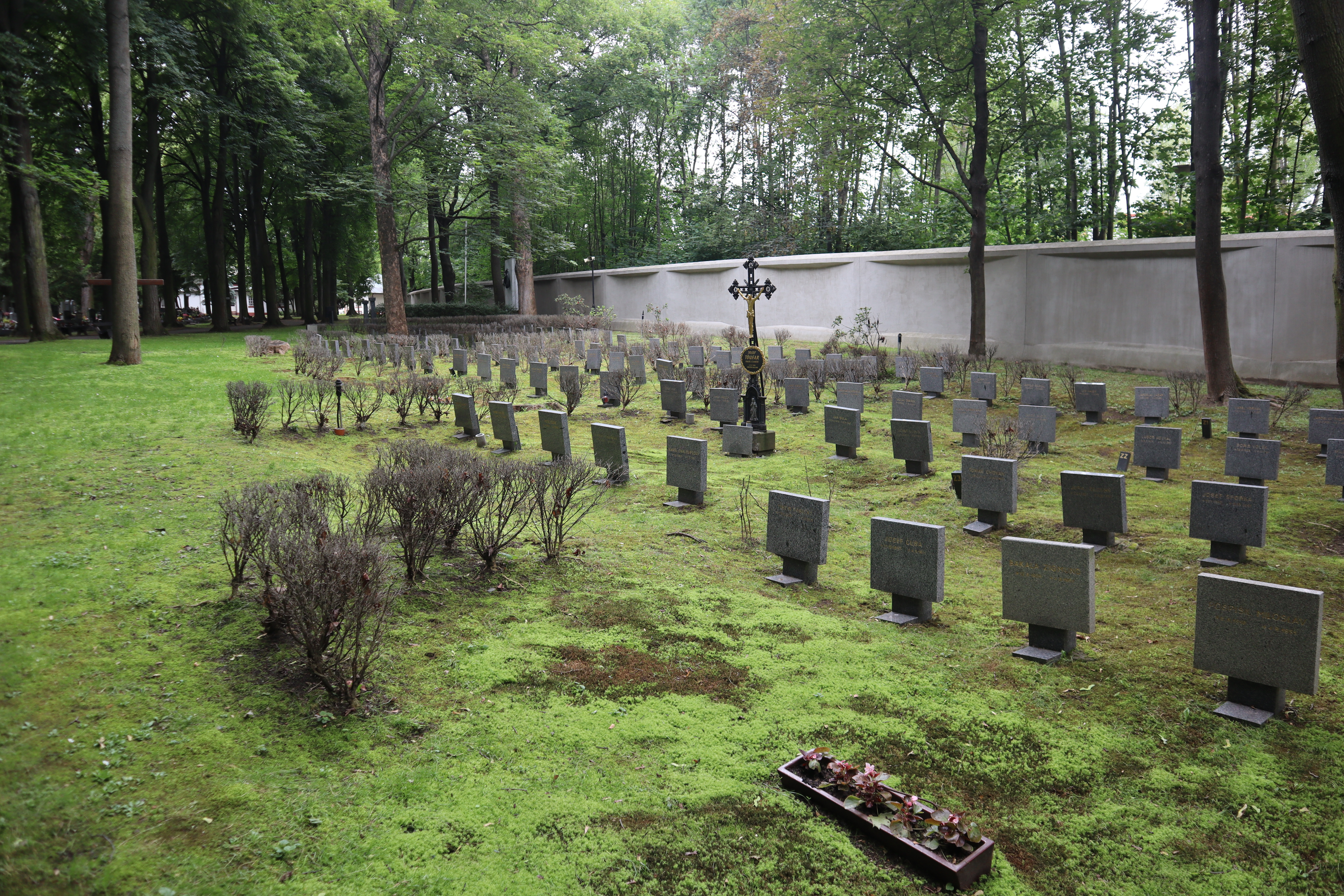
Čestné pohřebiště popravených a umučených z 50. let (III. odboj) na Ďáblickém hřbitově
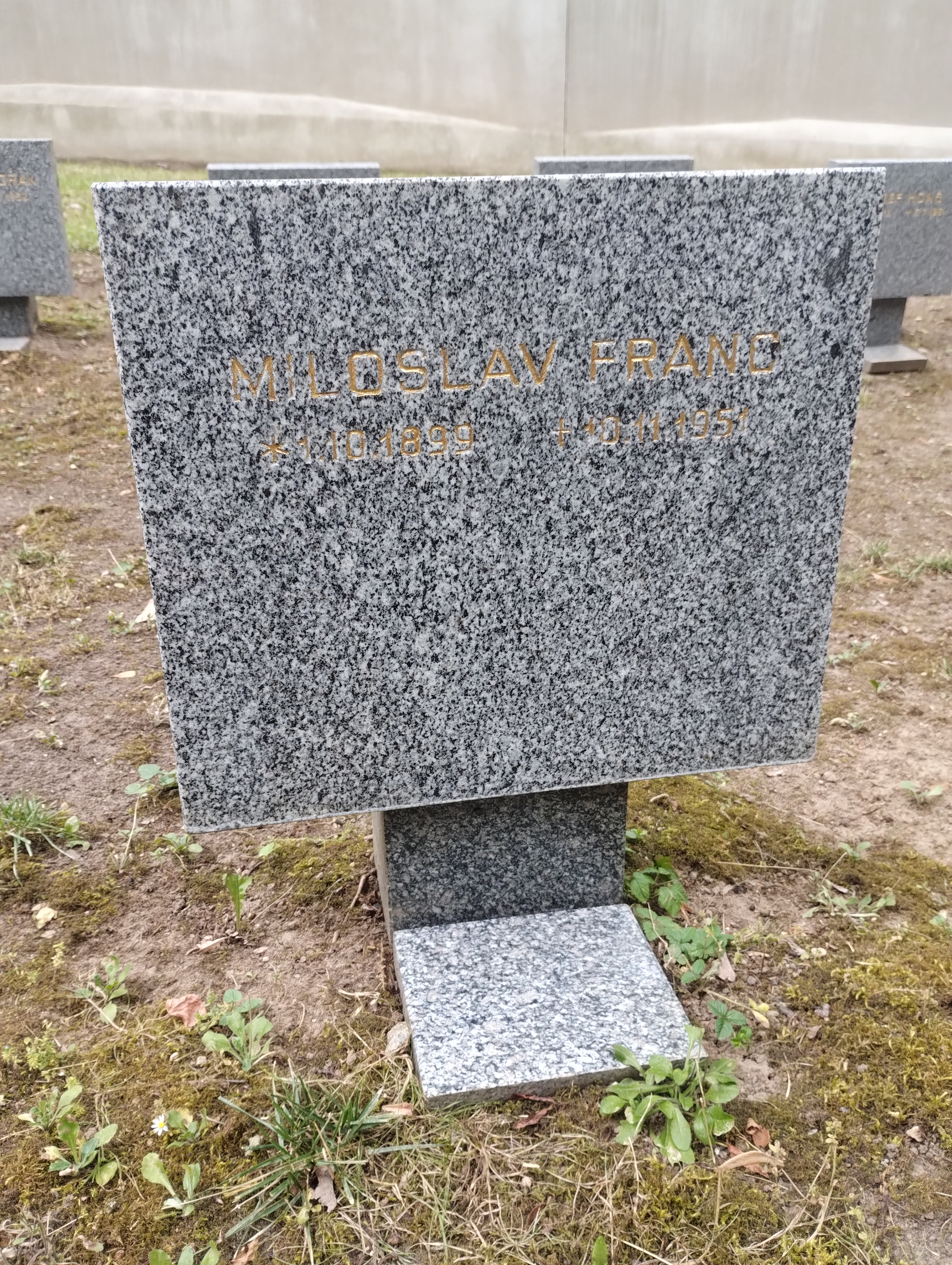
Symbolický náhrobek M. France na Čestném pohřebišti v Ďáblicích